# Klagenfurt am Wörthersee
Klagenfurt (eslovè Celôvec, pronunciat: Tselovets, forma llarga eslovè: Celôvec ób Vŕbskem jézeru; forma llarga alemany: Klagenfurt am Wörthersee, 'Klagenfurt al llac de Wörter' o 'de Vŕbsko') és una ciutat austríaca situada al sud de l'estat, a Caríntia. És la capital i la ciutat més poblada de Caríntia i té l'estatus de ciutat estatutària. Està situada al marge del llac de Wörther o llac Wörthersee (el Vŕbsko jézero en eslovè), i a poca distància de la frontera amb Eslovènia.

## Situació geogràfica
Klagenfurt està situada a una altitud de 446 metres sobre el nivell del mar, als contraforts orientals dels Alps. La ciutat s'estén pel marge oriental del llac Wörthersee, en la Klagenfurter Becken (conca de Klagenfurt). L'única sortida del Wörthersee, el riu Glanfurt, travessa la ciutat pel sud, i acaba desembocant en el riu Glan, que travessa la ciutat del nord al sud-est.
Klagenfurt està envoltada per muntanyes cobertes de boscos d'una altura de fins a 1.000 metres, com per exemple, la Ulrichsberg. Al nord de la ciutat es troba el mont Kreuzbergl (de 517 m), que limita directament amb la ciutat i està compost en la major part de boscos, exceptuant el Schloss Falkenberg. A uns quilòmetres al sud està la serralada de Karavanke, que separa Caríntia d'Eslovènia.

## Divisió administrativa
La ciutat es divideix en 15 barris, que són els següents: 
- I-IV Innere Stadt (centre ciutat)
- V St. Veiter Vorstadt
- VI Völkermarkter Vorstadt
- VII Viktringer Vorstadt
- VIII Villacher Vorstadt
- IX Annabichl
- X St. Peter
- XI St. Ruprecht
- XII St. Martin
- XIII Viktring
- XIV Wölfnitz
- XV Hörtendorf
- XVI Welzenegg

## Clima
A Klagenfurt impera un clima continental moderat, amb variacions en la temperatura de les diferents estacions de l'any relativament grans. La seva situació a la conca de Klagenfurt determina la influència del fenomen meteorològic de la inversió tèrmica, que produïx abundants bancs de boira. En els començaments i mitjans de tardor es tracta principalment de boires superficials, mentre que a la fi de tardor i a l'hivern són boires altes. El típic fred hivern austríac pot a vegades ser suavitzat a causa dels vents procedents de les muntanyes Karavanke situades al sud, per l'efecte Foehn. La temperatura mitjana anual calculada entre 1961 i 1990 és de 7,1 °C, mentre que el valor mitjà de l'any 2005 ascendeix a 9,3 °C.

## Població
La població de Klagenfurt és de 92.400 habitants, i atreu, a més, diàriament nombrosos estudiants, universitaris i treballadors dels voltants.

### Idiomes
Segons el cens efectuat al maig de 2001 un 89,4% de la població utilitza l'alemany com a idioma habitual. El segon idioma més emprat és el croat amb un 3,3% de la població, seguit de l'eslovè amb un 1,9%. En això influeix que aproximadament el 10% de la població eslovena de Caríntia té el domicili a Klagenfurt.

### Religió
A Klagenfurt té la seu la diòcesi de Gurk. La fe majoritària és la de l'Església catòlica, professada per un 68,8% de la població de Klagenfurt. La segueix l'Església evangèlica amb un 7,5% de la població. Un 3% professa l'islam, un 1,5% segueixen l'Església ortodoxa, un 0,6% els Testimonis de Jehovà, i un 0,6% l'Església catòlica antiga. El percentatge de població sense confessió religiosa és del 16,1%.

## Història

### Origen llegendari de la ciutat

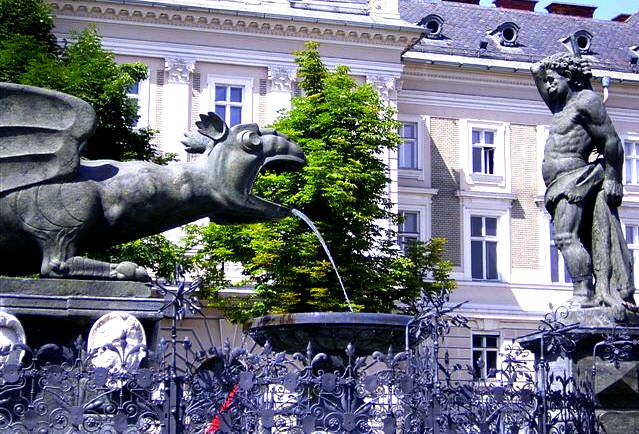
Estàtua del drac de Klagenfurt

Segons la llegenda, va existir a Klagenfurt una fosca criatura, un drac anomenat Lindwurm. Aquest drac vivia en un pantà proper, situat en la zona que actualment es troba a mig camí entre el centre de la ciutat i el Wörthersee, i s'alimentava de les noies que trobava pels voltants. Per a matar el monstre va caldre utilitzar l'astúcia. Per a això, uns valents cavallers van aixecar una torre, en la part superior de la qual van encadenar un bou com a esquer, i en aquesta cadena van col·locar, a més, un garfi per prendre'l. Només després d'atrapar-lo van poder donar-li mort.
Aquests orígens llegendaris es veuen representats en l'escut de la ciutat, amb el drac i la torre. El nom de Klagenfurt prové del proper riu Glanfurt (avui dit Sattnitz), que travessa Klagenfurt pel sud. Les primeres poblacions d'aquesta zona, anomenada Furt, estaven envoltades de pantans, on hi havia molts joncs. Les persones que sortien de nit per aquesta regió deien escoltar horribles veus entre la boira, per això es va començar a creure que es tractava dels laments de les persones atrapades als pantans. D'aquí ve el nom (Klagen an der Furt, que significa literalment 'laments en el Furt', és a dir, la regió del riu Glanfurt; escurçant-ho queda Klagenfurt). Probablement els sorolls no fossin altra cosa que el so del vent tardorenc, que en bufar xiulava en fuetejar els joncs dels pantans.

### Edat mitjana

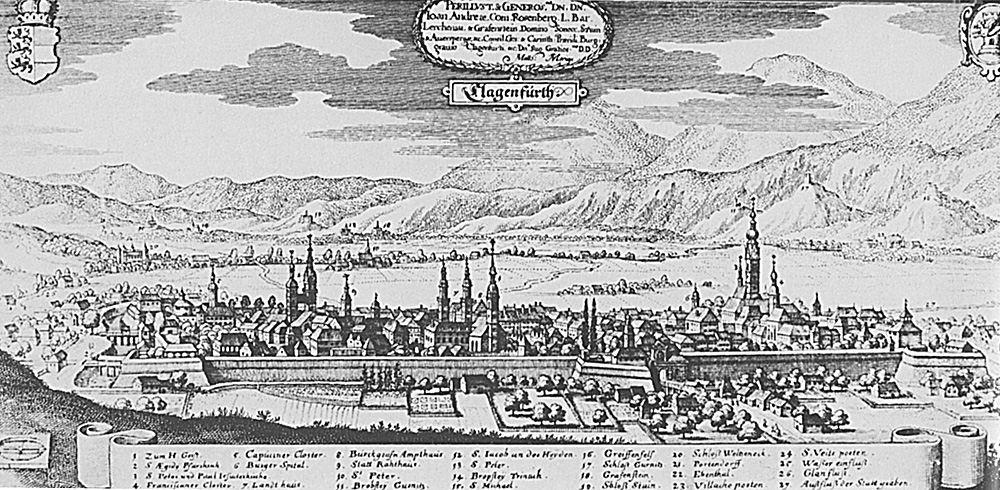
Vista de la ciutat el 1649

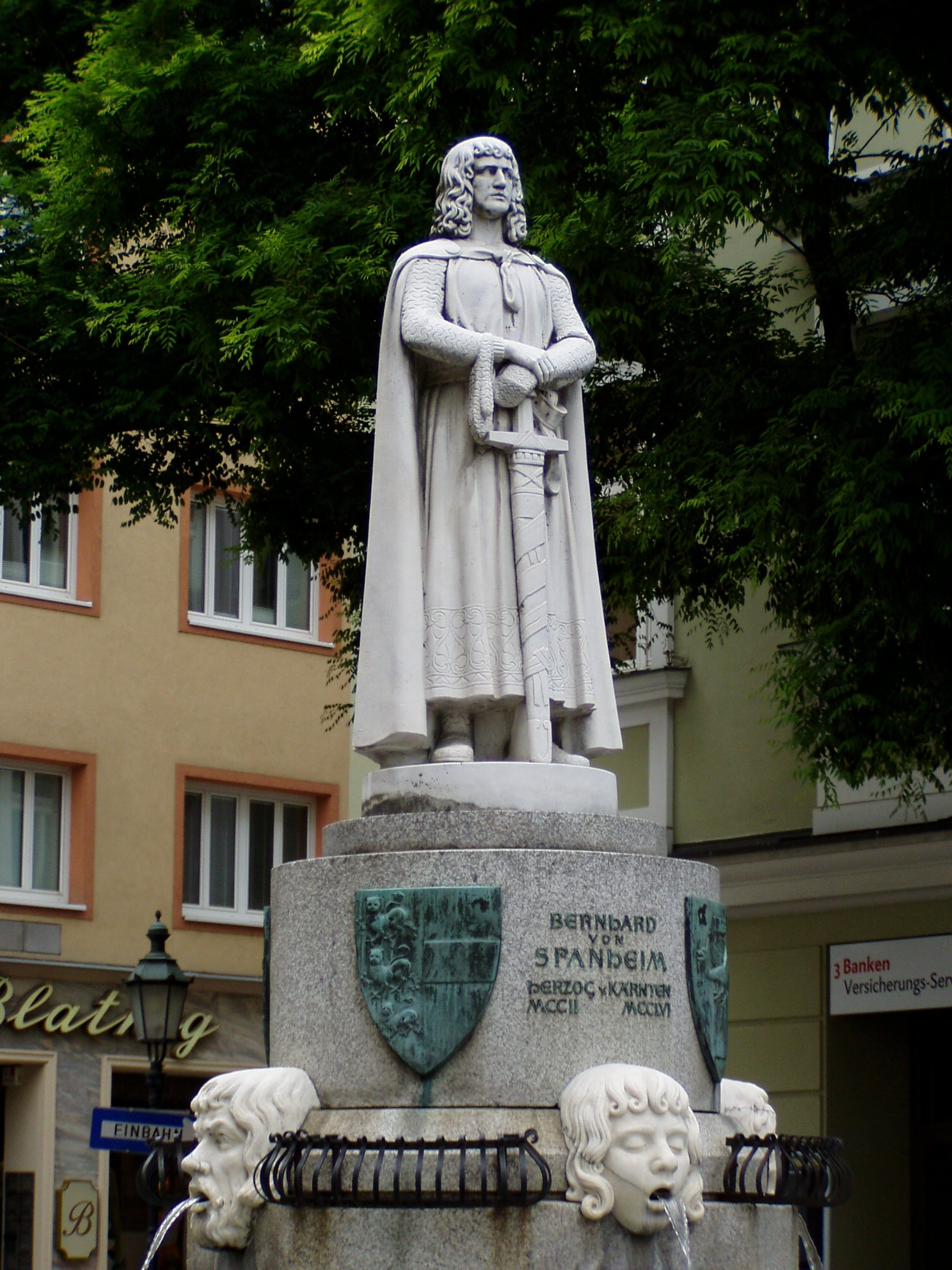
Bernhard von Spanheim, fundador de la ciutat

Als voltants del riu Glan, es va establir una població pel duc de Caríntia Hermann von Spanheim, per a l'assegurament de les vies comercials est-oest i nord-sud. Al principi Klagenfurt apareix en els documents esmentat com "Forum Chlagenvurth" entre 1193 i 1199. La localitat fundada es va establir a la zona de crescuda del riu Glan, per això cada cert temps resultava inundada. Açò va dur a Bernhard von Spanheim a tornar a fundar la ciutat l'any 1246 fora de la zona de crescudes, i s'establí aquesta vegada al voltant de l'actual Alte Platz (plaça antiga) i va adquirir ja l'any 1252 el Stadtrecht (situació jurídica de ciutat). Els següents segles van ser un període molt dur per a la població de Klagenfurt, que va haver d'enfrontar-se a incendis, terratrèmols, una plaga de llagostes i al primer aixecament camperol produït en zona germànica.

### Edat moderna

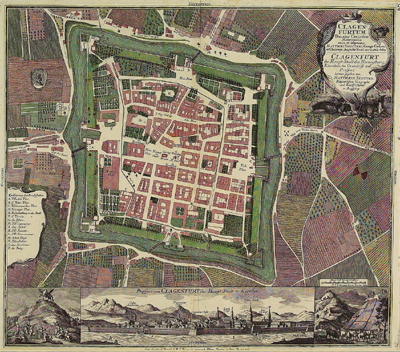
Mapa de Klagenfurt el 1735

En l'any 1514 la ciutat es va veure gairebé completament destruïda per un incendi. A causa del fet que el kaiser Maximilià I no tenia diners per a reconstruir la ciutat, va lliurar-la al Landstände, és a dir, a les Corts, enteses com a representació dels diferents estaments, fet sense precedents en la història jurídica germana.
Els nous senyors de la ciutat van reconstruir els edificis cremats, i van modernitzar, augmentar i fortificar la ciutat. Moltes de les famílies nobles i dels prelats de la ciutat van aixecar llavors els seus palaus. Klagenfurt va ser edificada a partir de 1592 després del pla urbanístic de l'italià Domenico dell'Allio, que convertí la Neue Platz en el nou centre de la ciutat. Al llarg dels segles xvi i xvii, la ciutat va tenir una prosperitat afavorida en gran manera per l'establiment de molts ordes religiosos.

### Napoleó
El 1797 Klagenfurt va ser presa per les tropes franceses i Napoleó es va presentar personalment a la ciutat. Les negociacions de pau es van estendre durant anys. Amb anterioritat que els francesos es retiressin, van fer volar totes les muralles de la ciutat, el 1809. En l'actualitat només en queden unes petites restes, i una porta d'entrada, la Völkermarkter Tor. El 1849 va concloure l'etapa de govern per part del Landstände a Caríntia, i per això també a Klagenfurt. Un cens de l'època va estimar una població de 13.712 habitants.

### Industrialització
El 1863 Klagenfurt va ser unit a la línia de ferrocarril Südbahn. Això va suposar un gran impuls econòmic per a la ciutat de Klagenfurt, que es va convertir en el centre regional més important. La ciutat va sofrir un cop important el 1896 quan l'administració municipal va rebutjar realitzar la instal·lació d'una xarxa elèctrica a Klagenfurt, així com l'estació del ferrocarril. L'electricitat va acabar arribant el 1902, si bé el ferrocarril es va instal·lar a Villach, i això va convertir aquesta ciutat en un important centre ferroviari.

### Segona Guerra mundial

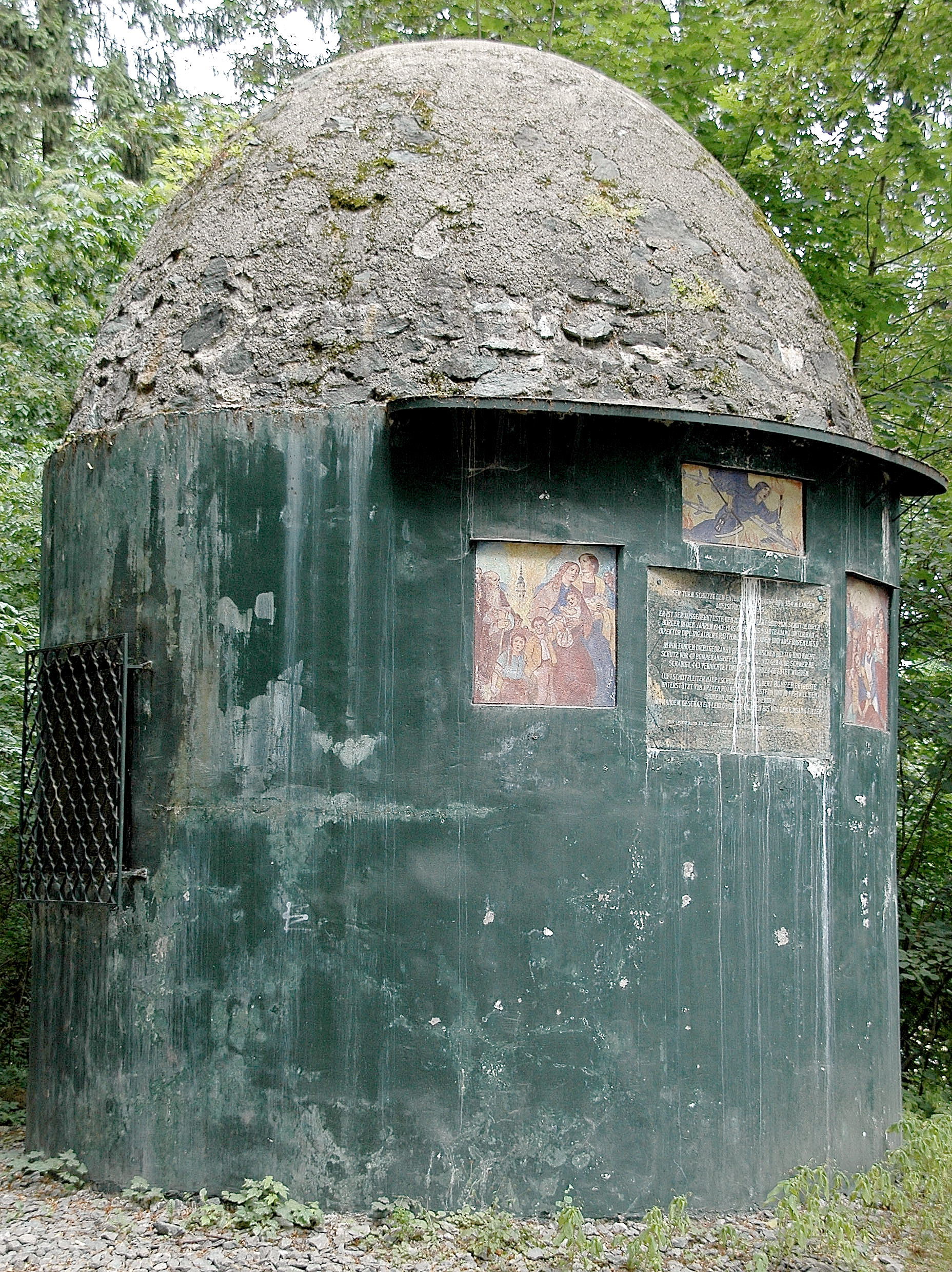
Torre de Kreuzbergl

A Kreuzbergl hi ha una construcció verda en forma de barril amb una cúpula arrodonida a la part superior. En ella hi ha nombroses fotografies dels horrors de la Segona Guerra Mundial, i una inscripció amb aquest text: «Aquesta torre protegeix la sortida d'aire de la galeria antiaèria de 354 metres de longitud. És la més gran de les construïdes per la ciutat de Klagenfurt per a la protecció dels seus ciutadans entre els anys 1943 i 1945, sota direcció d'Albert Rothmüller. S'hi acollien fins a 6.000 persones que, atapeïdes, buscaven protecció dia i nit davant els 48 atacs aeris que van destrossar 443 edificis, van danyar de consideració altres 1.132, i van matar 612 persones.»

### Postguerra
La ciutat es va convertir en pionera a ser la primera ciutat austríaca a establir una zona per als vianants, el 1961. El 1973 Klagenfurt va absorbir quatre municipis limítrofs que li van permetre així augmentar de grandària. Va presentar una candidatura conjunta amb Friül-Venècia Júlia i la veïna Eslovènia per a organitzar els Jocs Olímpics d'Hivern de 2006, encara que l'elecció va acabar recaient sobre Torí.
D'altra banda, Klagenfurt fou seu de tres partits de l'Eurocopa de futbol del 2008.

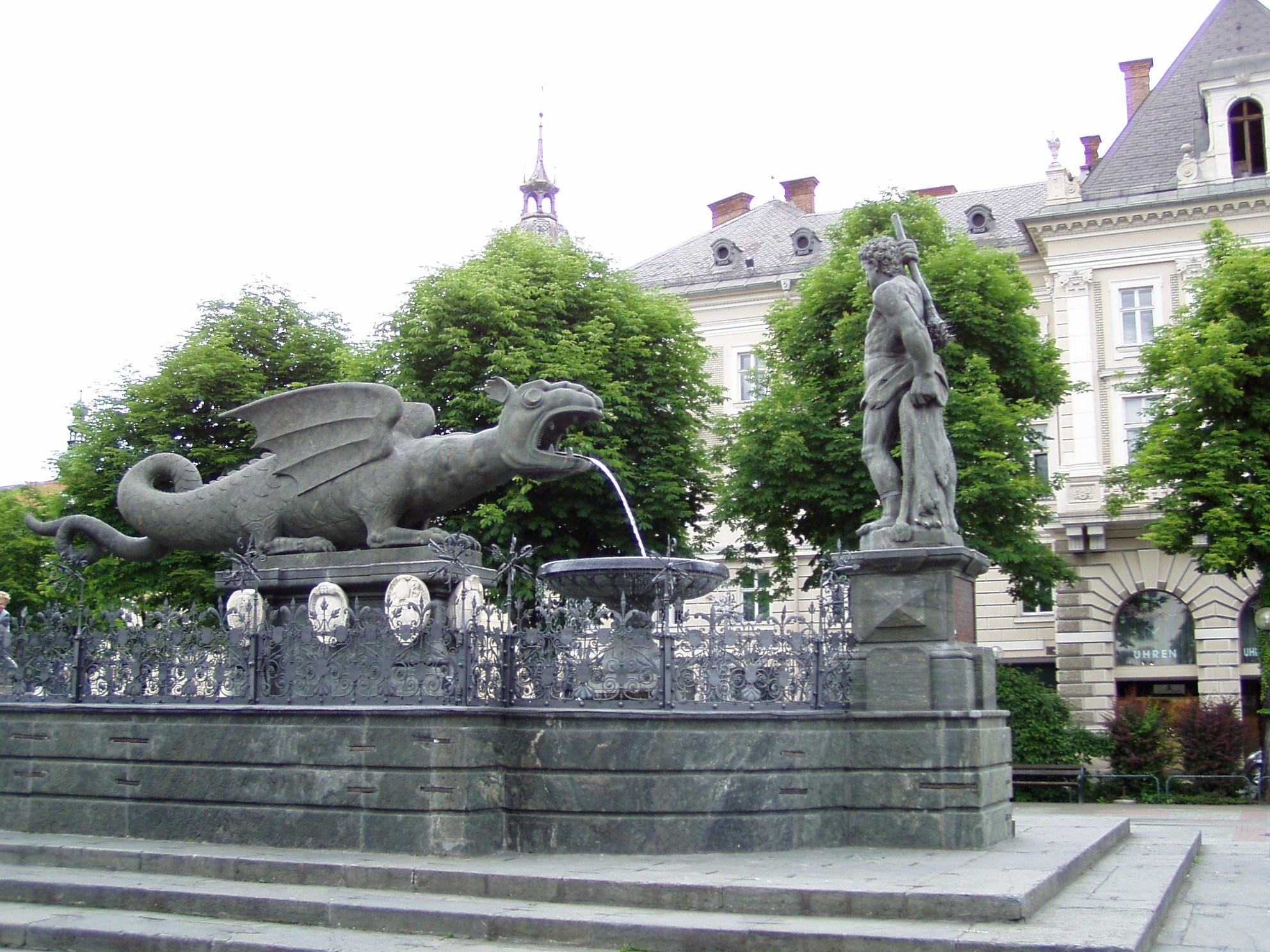
Font símbol de la ciutat

El símbol de la ciutat és una escultura del llegendari drac mort, que segons la faula terroritzà la zona. L'escultor Ulrich Vogelsang va utilitzar com a model per al cap de la criatura un monstruós crani que es trobà a Caríntia el 1582 i que es tenia en aquesta època per les restes d'un drac autèntic. En l'actualitat se sap que es tractava del crani d'un rinoceront llanut de l'edat de gel.

## Economia

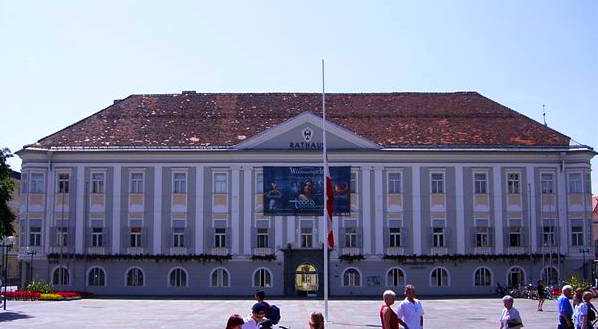
Ajuntament de Klagenfurt

Klagenfurt és el centre econòmic més important de Caríntia, s'hi concentra el 20% de les seves empreses industrials. Al maig de 2001 hi havia a Klagenfurt 63.618 empleats en 6.184 empreses. 33 d'aquestes tenen més de 200 empleats. Els sectors econòmics més importants són la indústria lleugera, les empreses comercials mitjanes i el turisme. A Klagenfurt s'han establert algunes multinacionals com Siemens AG i Philips.
Existeix un important parc tecnològic, Lakeside Science & Technology Park, creat en les proximitats de l'Alpen-Adria Universität. Aquest parc tecnològic permet una cooperació econòmica i d'investigació amb la propera universitat i té com a fi establir Klagenfurt i Carintia com una zona d'indústria d'alta tecnologia.

### Fires
A Klagenfurt tenen lloc diverses fires, com les de transport internacional, de fusta, de mercaderies, així com altres de temes més específics, com per exemple de la família i la protecció al medi ambient.

### Comunicacions
El transport públic dintre de la ciutat es realitza amb línies d'autobús. Entre els anys 1891 i 1963 hi havia també a Klagenfurt un servei de tramvies, així com de troleibusos. Pel que fa al transport per carretera, per Klagenfurt passa l'autopista A2, que comunica la ciutat amb Viena i Graz al nord i amb Villach a l'est, i és de gran importància per a la ciutat. Una gran part de l'autopista propera a Klagenfurt està formada per túnels. La comunicació amb Eslovènia es pot realitzar per un port de muntanya o fent marrada per Villach mitjançant un túnel que travessa les muntanyes Karavanke.
Klagenfurt té un aeroport internacional, anomenat aeroport dels Alps Adriàtics. D'altra banda, es troba en construcció la línia de ferrocarril Koralmbahn, que permetrà unir Klagenfurt amb Graz i Viena, i reduirà els temps de viatge de l'antiga línia.

### Educació
Entre les institucions més importants es troben la Universitat Alpen-Adria, i l'Escola Tècnica Fachhochsule Technikum Kärnten. A més, hi ha una gran oferta d'instituts i col·legis amb diferents especialitzacions i nivells de formació, entre els quals es troba l'Europagymnasium, l'Institut més antic d'Àustria, i una Acadèmia de Comerç per als eslovens de Caríntia.

## Cultura i visites turístiques

### Stadttheater Klagenfurt

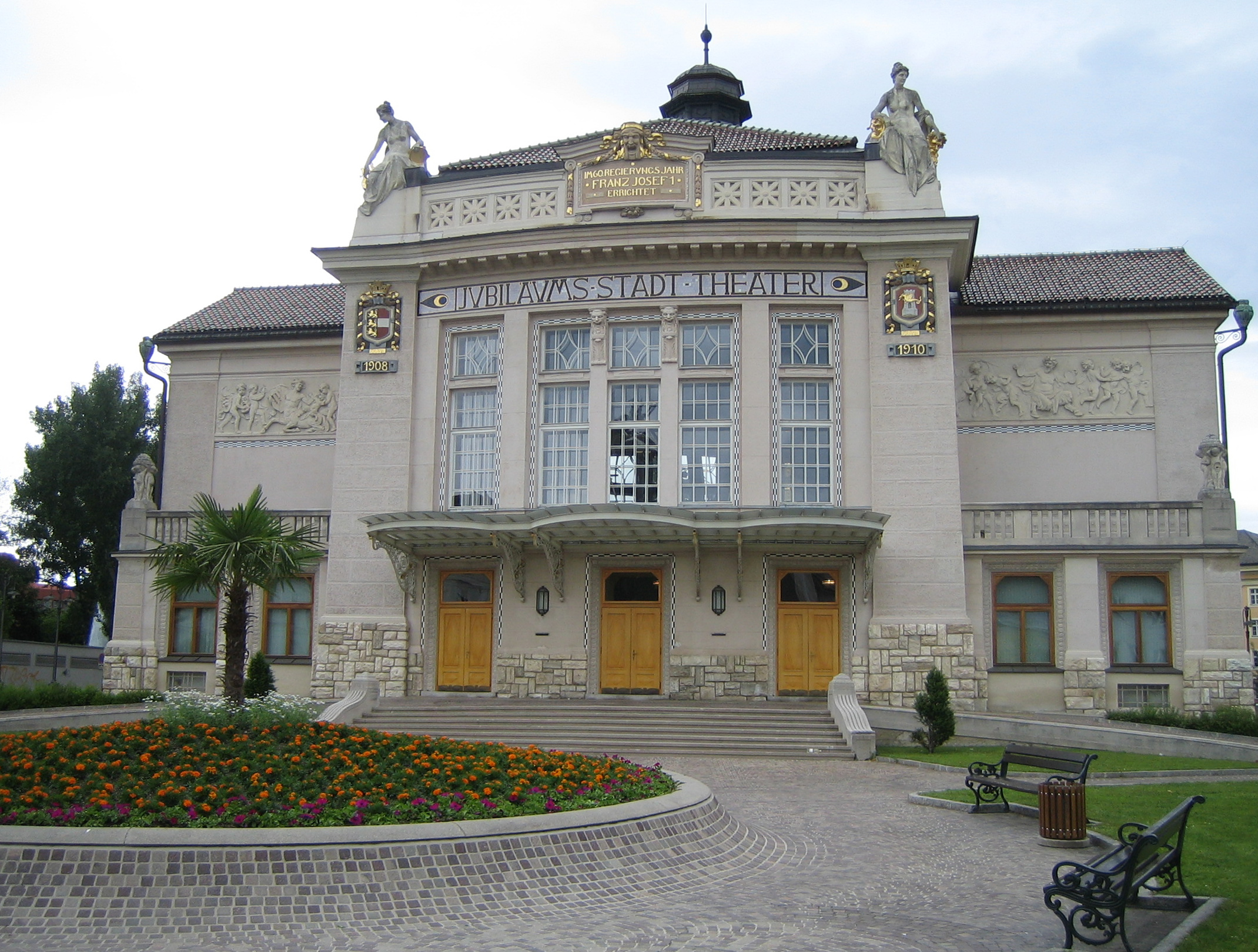
Stadttheater Klagenfurt

El Teatre municipal de Klagenfurt, Stadttheater Klagenfurt, es va construir amb motiu de la celebració del 60 aniversari de govern de l'emperador Francesc Josep I. Va ser construït segons els plànols de Fellner und Helmer: té la mateixa planta que els construïts a Gießen (Alemanya) i Jablonec nad Nisou (República Txeca). El teatre ha adquirit un gran cartell en l'escena musical gràcies a la direcció de Herbert Wochinz (1968-1992) i Dietmar Pflegerl (des de 1992).

### Ringstraßeni parcs
Klagenfurt tenia fins a l'arribada de les tropes franceses el 1809 muralles amb fossa, que, en forma de quadrat, envoltaven el nucli antic, i tenien a cada costat aproximadament un quilòmetre de longitud. Després de la destrucció de les muralles, es van crear al seu lloc quatre carrers, els quatre Ringstraßen (carrers de circumval·lació) amb molts parcs als quals es va donar el nom de poetes i compositors. En destaquen el Koschatpark (en honor de Thomas Koschat) a Viktringer Ring, el Schillerpark (en honor de Friedrich von Schiller) a Villacher Ring, el Goethepark (en honor de Johann Wolfgang von Goethe) al cantó entre Villacher Ring i St. Veiter Ring, o el Schubertpark (en honor de Franz Schubert).

### Altres visites

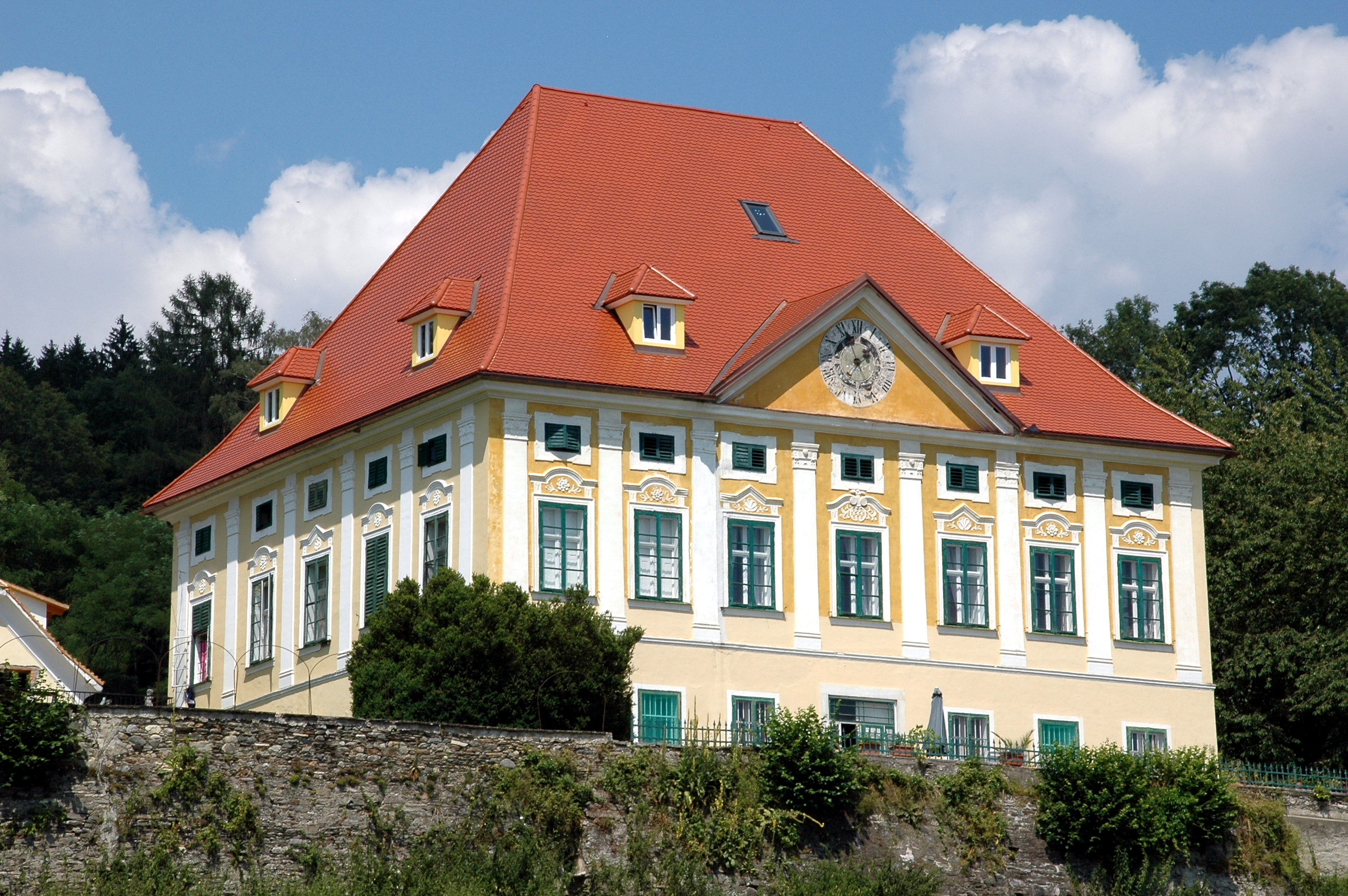
Schloss Ehrenbichl

Als voltants de Klagenfurt hi ha diversos castells i palaus, alguns a les ribes del Wörthersee. Alguns en són el Schloss Ehrenbichl, Schloss Maria-Loretto, Schloss Tentschach i Schloss Welzenegg.

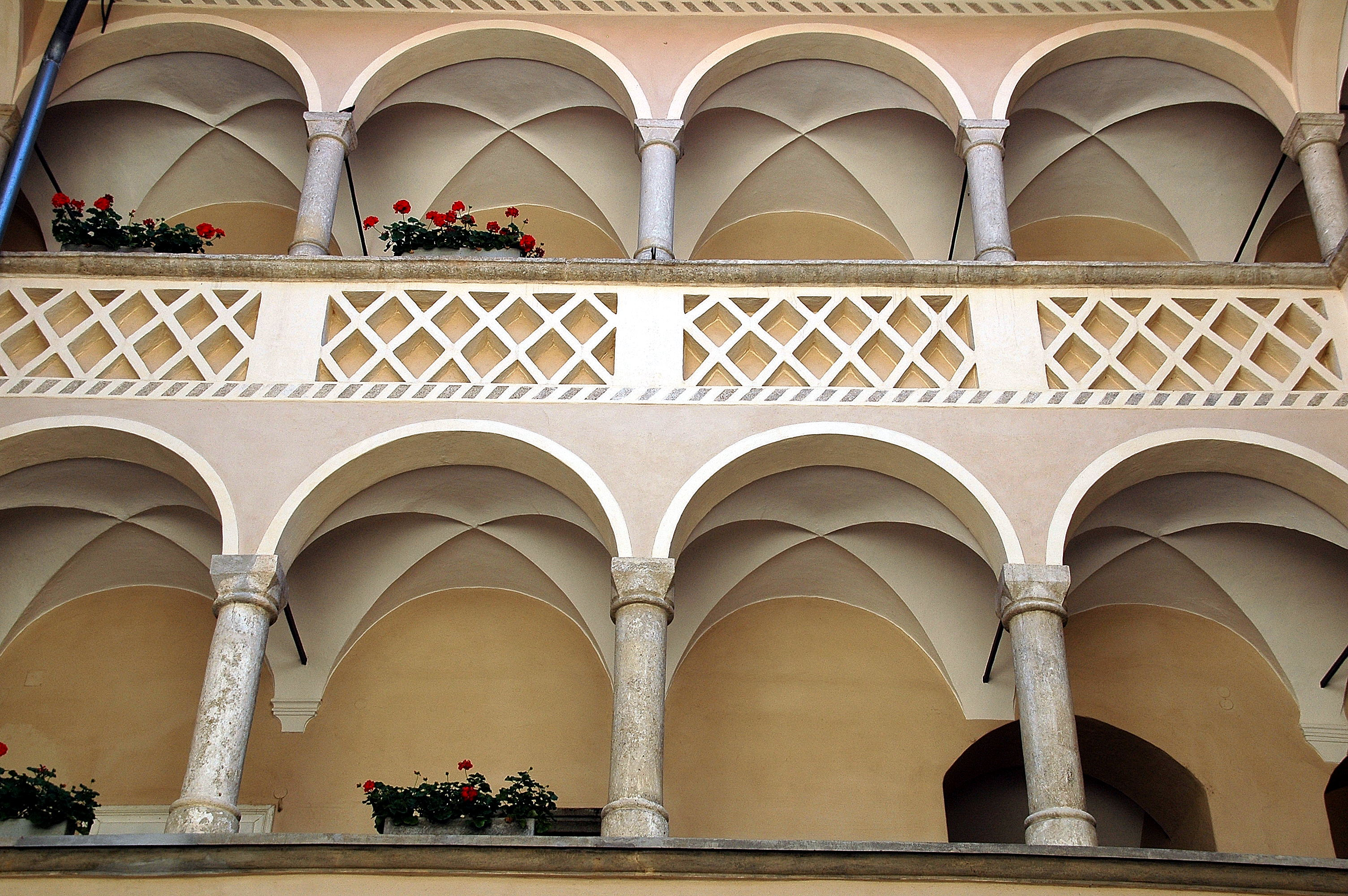
Interior de l'Ajuntament antic

- Ajuntament antic, construït al voltant de 1600, i en el qual destaca el pati interior amb les seves arcades.

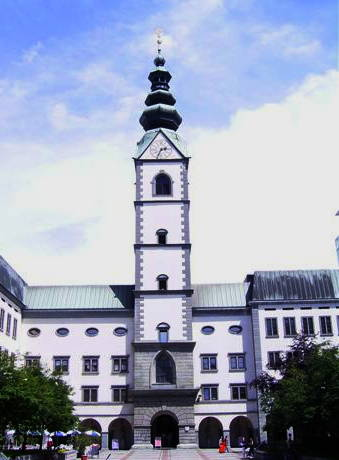
Catedral de Klagenfurt

- Seu de Klagenfurt, que va ser protestant fins a 1604, quan va passar a ser catòlica, construïda d'acord amb l'estil de Voralberg, i és la més antiga d'aquest estil. Està consagrada a sant Pere i sant Pau.

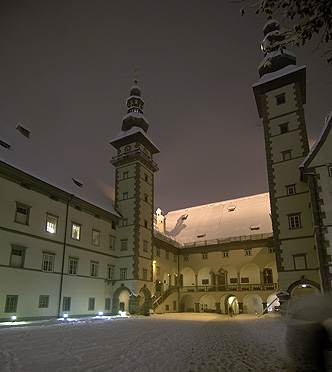
Landhaus Klagenfurt

- Landhaus Klagenfurt, seu del Parlament de Caríntia. Va ser construït entre 1574 i 1594 amb motiu de la reconstrucció i fortificació de Klagenfurt.
- Stadtpfarrkirche, l'església més antiga de Klagenfurt, remodelada el 1659.

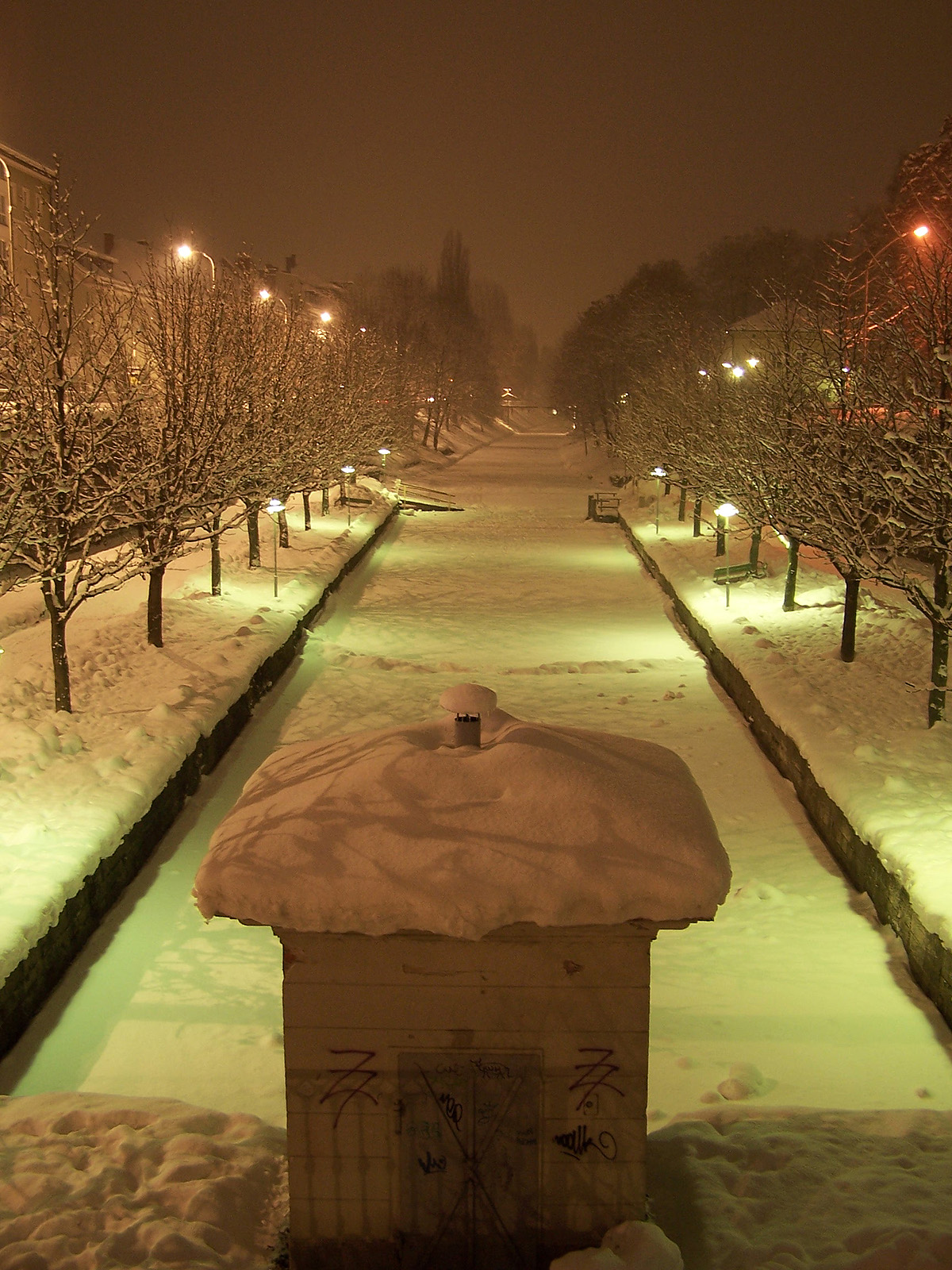
Lendkanal a l'hivern

A més, altres visites interessants inclouen el Jardí Botànic, a les proximitats de Kreuzbergl, el Christkindlmarkt (mercat de Nadal) a l'Alten Platz, des de mitjans de novembre fins a mitjans de gener, el Lendkanal, canal que travessa el centre de la ciutat i arriba fins al Wörthersee, Minimundus, un parc museu amb reconstruccions en miniatura de monuments de tot el món i el City-Arkaden, un centre comercial.

### Museus
- Kärntner Landesmuseum (Museu de Caríntia): aquest museu té col·leccions d'arqueologia, art, història, cultura popular, botànica, zoologia, geologia i d'instruments musicals. Al parc del museu hi ha un Lapidarium.
- Museum moderner Kunst Kärnten (Museu d'Art Modern de Caríntia): sobre una superfície de prop de 1.000 m² hi ha diverses exposicions sobre art modern, amb especial importància referent a l'art modern de Caríntia, incloses obres d'artistes regionals i internacionals.
- Bergbaumuseum im botanischen Garten (Museu de mineria, al Jardí botànic): se centra en el paper de la mineria en la història de Caríntia. Es troba al mont Kreuzbergl, al costat del Jardí botànic.
- Koschatmuseum (Museu de Koschat). Thomas Koschat fou un compositor i poeta que va fundar el primer quintet de la Hofoper Wien, amb el qual va adquirir importància internacional. En el museu hi ha un arxiu amb fotografies, manuscrits i objectes personals.
- Robert Musil Literaturmuseum (Museu de Literatura Robert Musil): casa de naixença del famós escriptor Robert Musil; avui és un museu literari amb exposicions sobre l'autor, així com sobre Ingeborg Bachmann i Christine Layant, amb fotografies, manuscrits, documentació i una biblioteca amb obres dels tres escriptors.
- Diözesanmuseum (Museu Diocesà): mostra l'art religiós de Caríntia des de l'edat mitjana fins al segle xviii.
- Gustav Mahler Komponierhäuschen (Casa de Gustav Mahler): va passar alguns estius als marges del llac Wörthersee, en els quals va treballar àrduament en la composició. Alguns d'aquests treballs es poden trobar avui dia en la seva antiga casa.
- Landwirtschaftsmuseum Ehrental (Museu de l'Agricultura): mostra una àmplia col·lecció d'antigues eines agràries.

## Esdeveniments
Anualment té lloc a Klagenfurt el lliurament del premi literari Ingeborg Bachmann, que atreu a Klagenfurt nombrosos escriptors, crítics literaris, investigadors, periodistes i editors d'arreu del món. En els mesos d'estiu venen músics de totes les edats a Klagenfurt, a l'antiga abadia cistercenca de Viktring, on té lloc el Fòrum de Música Viktring. Els músics atenen a concerts o a classes amb mestres de música. En l'àmbit d'aquest fòrum de música s'atorguen també dos premis musicals: el del Musikforum i el Gustav Mahler. Existeix també un escenari per a concerts als marges del Wörthersee, encara que no sempre és utilitzat per a esdeveniments musicals, sinó també per a esdeveniments polítics o econòmics.

## Esport
A Klagenfurt tenen lloc cada any dos importants esdeveniments esportius de rang internacional. En primer lloc, la segona prova de triatló més important d'Europa darrere de Roth, dita Kärnten Ironman Austria, en què fins a 2.000 participants recorren una distància de 3,8 km nedant, 180 km amb bicicleta i 42,2 km corrent. El segon esdeveniment és el torneig de gran slam de vòlei platja, en el qual participen els millors del món, a la platja del llac Wörthersee. Té Klagenfurt, a més, un molt reeixit equip d'hoquei sobre gel, l'EC KAC, que ha guanyat en 28 ocasions el campionat austríac, i és l'equip més premiat a Àustria.
També té un important club de futbol, el FC Kelag Kärnten, que competeix en l'Erste Liga (segona divisió). Així mateix, Klagenfurt fou seu de tres partits de la ronda preliminar en l'Eurocopa de 2008 que se celebrà a Àustria i Suïssa. Finalment, cal assenyalar que el rem és un esport amb tradició a la ciutat, i es practica al llac Wörthersee.

## Persones il·lustres
Entre les persones més importants nascudes a la ciutat es troben:
- Ingeborg Bachmann, escriptora
- Günther Domening, arquitecte
- Thomas Koschat, compositor
- Gert Jonke, escriptor
- Udo Jürgens, músic
- Karlheinz Miklin, saxofonista i professor universitari
- Robert Musil, escriptor i crític de teatre
- Ursula Plassnik, política
- Josef Stefan, matemàtic i físic
- Karl Robatsch, gran mestre d'escacs

## Ciutats agermanades
- Cernovcy, Ucraïna (des de 1992)
- Dachau, Alemanya (des de 1974)
- Dessau, Alemanya (des de 1970)
- Duixanbe, Tadjikistan (des de 1973)
- Gladsaxe, Dinamarca (des de 1969)
- Gorizia, Itàlia (des de 1965)
- Laval, Quebec, Canadà (des de 2005)
- Nanning, República Popular de la Xina (des de 2001)
- Nazaret, Palestina-Israel (des de 1992)
- Nova Gorica, Eslovènia (des de 1965)
- Rzeszów, Polònia (des de 1975)
- Sibiu, Romania (des de 1990)
- Tarragona, Catalunya (des de 1994)
- Venlo, Països Baixos (des de 1961)
- Wiesbaden, Alemanya (des de 1930, és el cas més antic de ciutats agermanades)
- Zalaegerszeg, Hongria (des de 1990)